# J.M. de Muinck Keizerbrug
De J.M. de Muinck Keizerbrug in de Nederlandse stad Utrecht is vernoemd naar de naamgever van de staalfabriek Demka. Het is een liggerbrug met vier rijstroken die de rivier de Vecht overspant. Ze verbindt de J.M. de Muinck Keizerlaan met de Franciscusdreef. Ze is rond 1970 gebouwd en vormt de tweede directe verbinding tussen de subwijken Zuilen en Overvecht. De brug ligt vlak bij het Fort aan de Klop.